# Агрипина Старша
Агрипина Старша (Віпсанія Агрипина) (14 до н. е. — 18.10.33 н. е..) — видатна жінка в Римській історії, дочка Марка Віпсанія Агріппи та Юлії Старшої, єдиної дочки імператора Августа; дружина Германіка.

## Біографія
Агрипина Старша походила з плебейського роді Віпсаніїв. Дитинство Агрипини тривало під суворим наглядом Августа, який був її дідусем. Донька і онучки виховувались під його пильним наглядом так, що вони вміли навіть прясти вовну (традиційна чеснота римської жінки); він забороняв їм все, чого не можна було сказати або зробити відкрито, записавши в домашній щоденник; він дуже оберігав їх від зустрічей зі сторонніми, що одного знатного юнака Луція Веніція, він письмово дорікнув у нескромності за те, що в Лазнях він підійшов привітати його дочку.
У 5 році Агрипину видали заміж за Германіка, сина Друза Старшого і Антонії. Германік був наділений природними талантами і мав дуже гарну вподобу, завдяки чому, Август розглядав його як одного зі своїх ймовірних наступників. Врешті-решт він обрав Тиберія, але наказав тому, в свою чергу, усиновити Германіка. Ставши імператором Тиберій відправив Германіка на чолі війська, щоб той відновив престиж римської військової міці, яка була підірвана поразкою в Тевтонбургському лісі. Його дружина Агрипина, котра не поділяла спосіб життя звичайної римлянки, вірної римської дружини, яка повинна чекати повернення чоловіка з війни вдома, вирушила в похід разом зі своїм чоловіком. Безсумнівно, вона зробила це з благих спонукань, але її вчинок викликав неоднозначну реакцію в римському суспільстві. Агрипина несла тяготи військового життя нарівні з іншими мешканцями військового табору, швидше додаючи своєю присутністю проблем своєму чоловіку в керівництві військами, ніж допомагаючи. З усім тим, під час перебування в Германії вона народила чотирьох дітей, які жили разом з нею. Завдяки маленькому Гаю Калігулі навіть вдалося придушити солдатський бунт. Після блискучих перемог Германік повернувся до Риму в 17 році і отримав від Тиберія право відсвяткувати тріумф. Як свого спадкоємця, Тиберій призначив Германіка правителем східної частини імперії. Агрипина вирушила разом з чоловіком у східні провінції, де він раптово помер при підозрілих обставинах. Агрипина доставила його прах до Рима. Подружжя було дуже популярним та шанованим, по смерті Германіка народна любов і співчуття перейшли Агрипині та її дітям, що викликало невдоволення Тиберія й Лівії. Ще більше їх стосунки погіршали після того, як Лівія захистила свою подругу Планціну, підозрювану в отруєнні Германіка. Притягнутий до суду за звинуваченням у загибелі Германіка Гней Кальпурний Пізон, керуючий провінцією Сирія, висуває зустрічні звинувачення Тиберію і Сеяну, але, не доживши до початку слухань у сенаті, раптово покінчив життя самогубством. Після смерті чоловіка в 19 році Агрипина повернулася в Рим, де і жила постійно. Як вдова народного героя, вона мала велику повагу серед простого населення і сенаторів, особливо серед незадоволених владою Тиберія і його префекта Сеяна. Агрипина мала владний характер, який штовхав її в гущу політичної боротьби і вона намагалася стати неформальним лідером опозиції, підтримуючи невдоволених сенаторів. Неважливо, вірила вона у винність Тиберія в смерті чоловіка, або їй просто вигідно було це стверджувати, головне, вона не приховувала своє негативне ставлення до Тиберія. Імператор, у свою чергу, ставився до неї також вкрай неприязно, підозрюючи в прагненні до верховної влади. 26 року Агрипина звернулася до Тиберія із проханням на повторний шлюб, але отримала відмову. 30 року Тиберій заочно, за намовою Сеяна і Лівії, відправив її у заслання на острів Пандатерія, де вже знаходилася її мати, разом з Нероном, одним із старших синів. Агрипина Старша загинула в 33 році. Двох її старших синів, Цезаря Нерона і Друза Цезаря, за наказом Тиберія оголосили ворогами держави і заморили голодом (одного на Понтійських островах в 30 р., іншого — в Римі в 33 р.). Її третьому сину, Калігулі, судилося стати імператором після смерті Тиберія. Калігула вирушив на Пандатерію і на Понтійські острови, щоб забрати прах матері і брата; через поспіх він відплив у бурхливу погоду, щоб видніше було його синівська любов, наблизився до їх останків благоговійно, поклав їх в урни власними руками; з не меншою пишнотою, на судні з прапором на кормі, він привіз їх в Остію вгору по Тибру в Рим, де самі знатні вершник крізь натовп народу внесли їх у мавзолей Августа. У пам'ять їх встановив він всенародно щорічні поминальні обряди, а в честь матері — ще й циркові ігри, де зображення її везли в процесії на особливій колісниці.

## Агрипина як політичний та військовий діяч

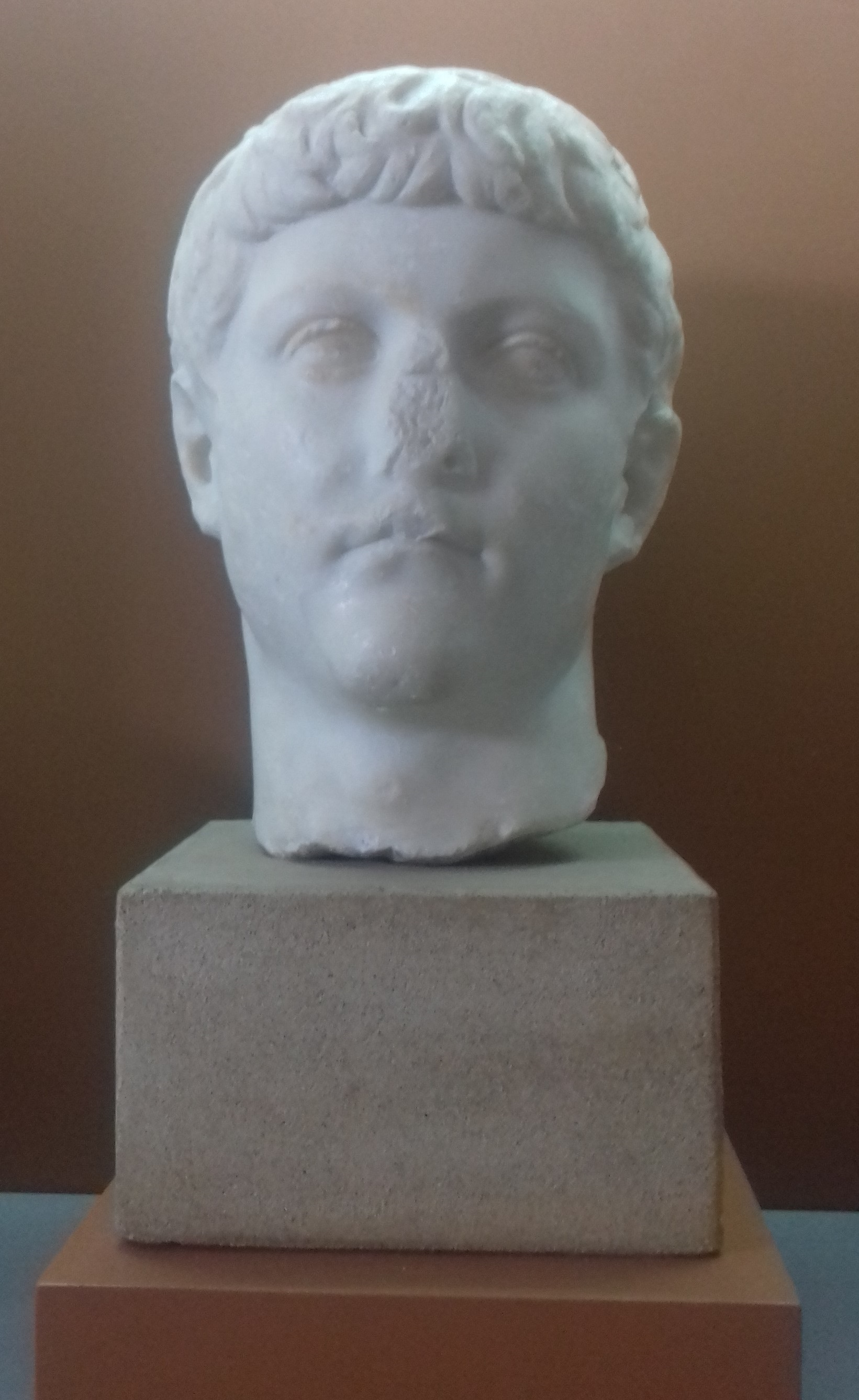
Германік Юлій Цезар, чоловік Агрипини. Одеський археологічний музей

Агрипина була наділена великою сміливістю і рішучістю, тож постійно супроводжувала свого чоловіка у військових походах.
Одного разу під час війни з германцями стався знаменний випадок: Поширилася чутка про оточення римського війська і про те, що незліченні сили германців йдуть з наміром вторгнутися в Галію, і якби не втручання Агрипини, то був би розібраний наведений на Рейні міст, тому що знайшлися такі, які в страху були готові на таке ганебне діло. Але володівши міцним духом, ця жінка взяла на себе в ті дні обов'язки командира і надавала необхідну допомогу, якщо хтось із вояків потребував одяг або в перев'язку рани. При поверненні легіонів вона стояла біля мосту і зустрічала їх похвалою і вдячністю.
Все це глибоко вразило Тиберія, він вважав, що всі турботи Агрипини неспроста, що вона домагається не тільки прихильності воїнів і не думає про зовнішнього ворога. Нічого робити полководцям там, де жінка влаштовує огляди війську, підлещується роздачами, як ніби їй недостатньо для здобуття прихильності воїнів, возивши з собою всюди сина головнокомандувача у простому солдатському одязі і висловлювати бажання, щоб його називали Цезарем Калігулою. Агрипина була серед війська могутніша, ніж командири і полководці, ця жінка придушила заколот, проти якого було безсиле ім'я самого Тиберія. А Сеян тільки розпалював і посилював ці підозри. Не тільки Тіберій, але і Лівія неприязно ставилася до Агрипини, яка після смерті Германіка залишилася беззахисною.
Агрипина одного разу стала на щось скаржитися Тиберію. На що отримала запитання, чи вважає вона за образу, що не царює. Відтоді він більше не удостоював її розмовою. Одного разу за обідом він запропонував їй яблуко, але жінка не наважилася його покуштувати. Після цього він перестав її запрошувати до столу, вважаючи, ніби його підозрюють у спробі отруєння. Між тим і те й інше було підлаштовано наперед: він повинен був запропонувати їй яблуко для випробування, а вона — відмовитися від нього як від явної загибелі. Нарешті, Тиберій, спеціально звівши на неї наклеп, ніби вона хотіла шукати порятунку в статуї Августа, заслав її на острів Пандатерію (в Тірренському морі), а коли вона стала чинити опір, то центуріон вибив їй око. Вона вирішила померти від голоду, але Тиберій наказав силоміць розкривати їй рот і впихати їжу. І навіть коли вона загинула, він продовжував її злобно переслідувати: самий день її народження велів він відтепер вважати нещасливим. Він ставив собі в заслугу навіть те, що не задушив її; за таке своє милосердя він навіть прийняв від сенату декрет з вираженням подяки і золоте підношення, яке було поміщене в храм Юпітера Капітолійського.

## Агрипина в мистецтві
Агрипина Старша увійшла в історію як зразок римської матрони, як жінка, яка через кохання порушувала неписані закони. 
Багато європейських художників зверталися до образу Агрипини. Усіх зацікавлювала тема її щирої і глибокої скорботи над прахом чоловіка і вона знайшла відбиття в роботах Лоуренса Альма-Тадема, Бенджаміна Уеста, Вільяма Тернера. Агрипина в європейському мистецтві і літературі стала втіленням образу цнотливої жінки, люблячої матері, вірної дружини. Дуже відома робота художника Бенджаміна Уеста «Агрипина висаджується в Брундизії з прахом Германіка». Його картина описує події, слідом за смертю римського полководця Германіка, отруєного в Сирії в 19 р. н. е. Праця символізує подружню вірність. Відображено, як дружина Германіка, Агрипина Старша привезла прах чоловіка назад у Рим. Її зустрічали величезні натовпи скорботних, коли вона висаджувалася на італійському узбережжі в Брундизії; з нею були двоє її синів. Вона зображується в одязі вдови, закритою вуаллю особою, яка стоїть на носі корабля або яка ступає на берег. Вона тримає урну з прахом чоловіка.

## Родина
Чоловік — Германік Юлій Цезар
Діти:
- Нерон Юлій Цезар, квестор 26 року.
- Друз Юлій Цезар, префект Риму 25 року.
- Тиберій Юлій Цезар
- Юлій Цезар
- Гай Юлій Цезар
- Гай Цезар Август Германік, імператор 37—41 років.
- Юлія Агрипина
- Юлія Друзілла
- Юлія Лівілла

## Родовід
- Скамандр, Засновник Троади
  -  Теукр, Цар Троади
    -  Батія, Цариця Троади
      -  Іл, Цар Троади
      -  Ерехтей, Цар Троади
        -  Трой, Цар Трої
          -  Іл, Цар Трої
            -  Лаомедонт, Цар Трої
              -  Пріам, Цар Трої
                -  Креуса, Цариця Трої, дружина Енея
                  -  Асканій Юл, Засновник Царського роду Юліїв
                    -  Юлії, Царський рід
                      -  Гай Юлій Цезар Старший, Намісник Азії
                        -  Гай Юлій Цезар, Римський Диктатор
                        -  Юлія Цезар Молодша, Патриція
                          -  Атія Бальба Секунда, Патриція
                            -  Октавіан Авґуст, Римський Імператор
                              -  Юлія Старша, Римська Імператриця
                                -  Агрипина Старша, Римська Імператриця
                                  -  Калігула, Римський Імператор
                                  -  Агрипина Молодша, Римська Імператриця
                                    -  Нерон, Римський Імператор